# Frank Cornély-Wilczek
Frank Cornély-Wilczek, meist nur Frank Cornely genannt (* 17. November 1914; † 8. April 2005), war ein deutscher Musiker, Komponist, Musikproduzent und Arrangeur.

## Leben
Frank Cornély-Wilczek schrieb mit an der Filmmusik für Erich Engels’ Filmkomödie Witwer mit fünf Töchtern (1957), in dem Heinz Erhardt in der Hauptrolle zu sehen ist. Er schrieb auch für andere Interpreten. Für Fred Bertelmann schrieb er La bella habanera (1956) und für Tina York den Titel Das alte Haus, mit dem sie 1976 bei der deutschen Vorentscheidung zum Eurovision Song Contest den elften Platz belegte.

### Die Cornely Singers
Größere Bekanntheit erfuhr Frank Cornély-Wilczek als Gründer und Bandleader seines Gesangsensembles.
Anfang der 1960er Jahre gründete er Die Frank Cornely Singers, die bald nur noch als Cornely Singers auftraten. Mit von der Partie waren anfangs sein Sohn Gregor, Helen Harter und die Dänin Birgit Laury, Horst Nohr, Herbert Poll, Toni Schuster und Jerry de Smit sowie dann auch Barbara Evers als festes Mitglied, die bei der Produktion des Langspielplattendebüts 1964 noch exklusiv als Leadsängerin erwähnt wurde. Evers hatte zuvor bereits eine Solo-Single mit den Titeln Wer das noch nicht begreifen kann / Sonntag – Montag herausgebracht. Kurze Zeit sang auch Katharina Wilczek im Ensemble ihres Vaters mit.
Im April und Dezember 1967 erschienen zwei Schlager-Singles der Cornely Singers, deren Titel Georgy Girl und Immer mit der Liebe heute noch gewisse Bekanntheit haben. Beim ersten Titel handelt es sich um die deutschsprachige Version des gleichnamigen Seekers-Hits, der auch Titelmelodie des gleichnamigen Films ist. Der zugehörige B-Seitentitel Rock’n Roll’N Riding ist eine deutschsprachige Version des Seekers-Songs Morningtown Ride.
Die Cornely Singers waren mehrfach im deutschen Fernsehen zu sehen, beispielsweise 1966 in Dieter Wendrichs Fernsehfilm Oh, diese Männer! und seiner Fernsehshow Hallo 1930, im Januar 1968 bei Chris Howland in der NDR-Reihe Musik aus Studio B, im September 1968 bei Rainer Holbe in der zweiten Folge der ZDF-Starparade und im April 1969 in der Episode Die Walter-Giller-Show (Regie: Truck Branss) aus Klaus Peter Schreiners ZDF-Reihe Der rasende Lokalreporter.
Harter und Evers verließen das Ensemble, um jeweils einer Solo-Karriere nachzugehen. Harper veröffentlichte von 1965 bis 1972 drei Schlager-Singles und Evers begleitete als Sängerin Tony Sheridan im Rahmen seiner US-Truppenbegleitung nach Vietnam. Weitere Mitglieder waren später auch Gabor Kristof, Heinz Kockerle, Bertram „Benny“ Gebauer sowie gegen Ende noch Joe Kienemann, Linda Uebelherr und Gitta Walther. Einige Titel sind auch dem Gospel-Genre zuzuordnen.
Nach der Auflösung gründeten Gregor Cornely, dessen eigentlicher Familienname Wilczek ist, Gitta Walther, Birgit Laury und Linda Uebelherr das Ensemble Love Generation, dem sich unmittelbar folgend auch Kienemann wieder anschloss. Frank Cornély-Wilczek arbeitete für Love Generation als Songwriter, Arrangeur und Produzent, nicht als Musiker.

## Diskografie der Cornely Singers
Alben
- 1964: Tanzparty mit Barbara Evers & Frank Cornely Singers (Ariola)
- 196?: Die Cornely Singers (International Artists)
- 196?: Playboys bitten zum Tanz (mit The Crazy Fans; Primaphon)

Singles
- 1967: Georgy Girl / Rock’n Roll’n Riding (Telefunken)
- 1967: Lazy Boy / Immer mit der Liebe (Telefunken)
- 196?: Halleluhjah / Was wird morgen sein (mit The Crazy Fans; Bingola)
- 196?: Schwarze Augen / Moskauer Nächte / Greensleeves / Tom Dooley (Maxi-Single mit The Crazy Fans; Bingola)